# Quedlinburg
Quedlinburg este un oraș din landul Saxonia-Anhalt, Germania.
Orașul a fost membru al alianței politice, militare și economice al Ligii Hanseatice originare (1267–1862).

## Patrimoniul mondial UNESCO
Biserica Colegiata (Stiftskirche), respectiv castelul și orașul vechi istoric din Quedlinburg au fost înscrise în anul 1994 pe lista patrimoniului cultural mondial UNESCO.

## Personalități
- Friedrich Gottlieb Klopstock (1724–1803), poet german, s-a născut la Quedlinburg.

## Galerie de imagini

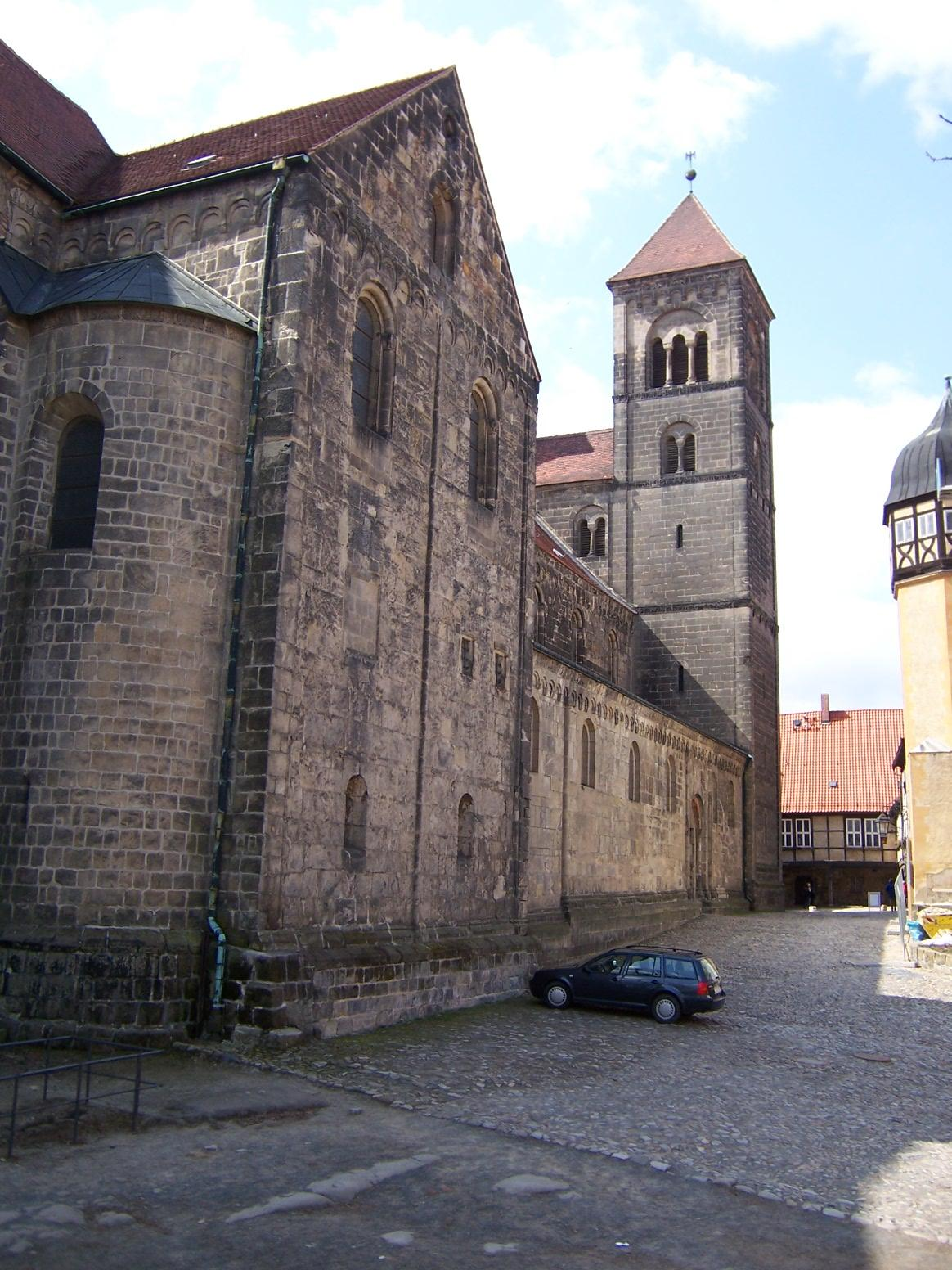
Quedlinburg – Stiftskirche (Biserica Colegiata)
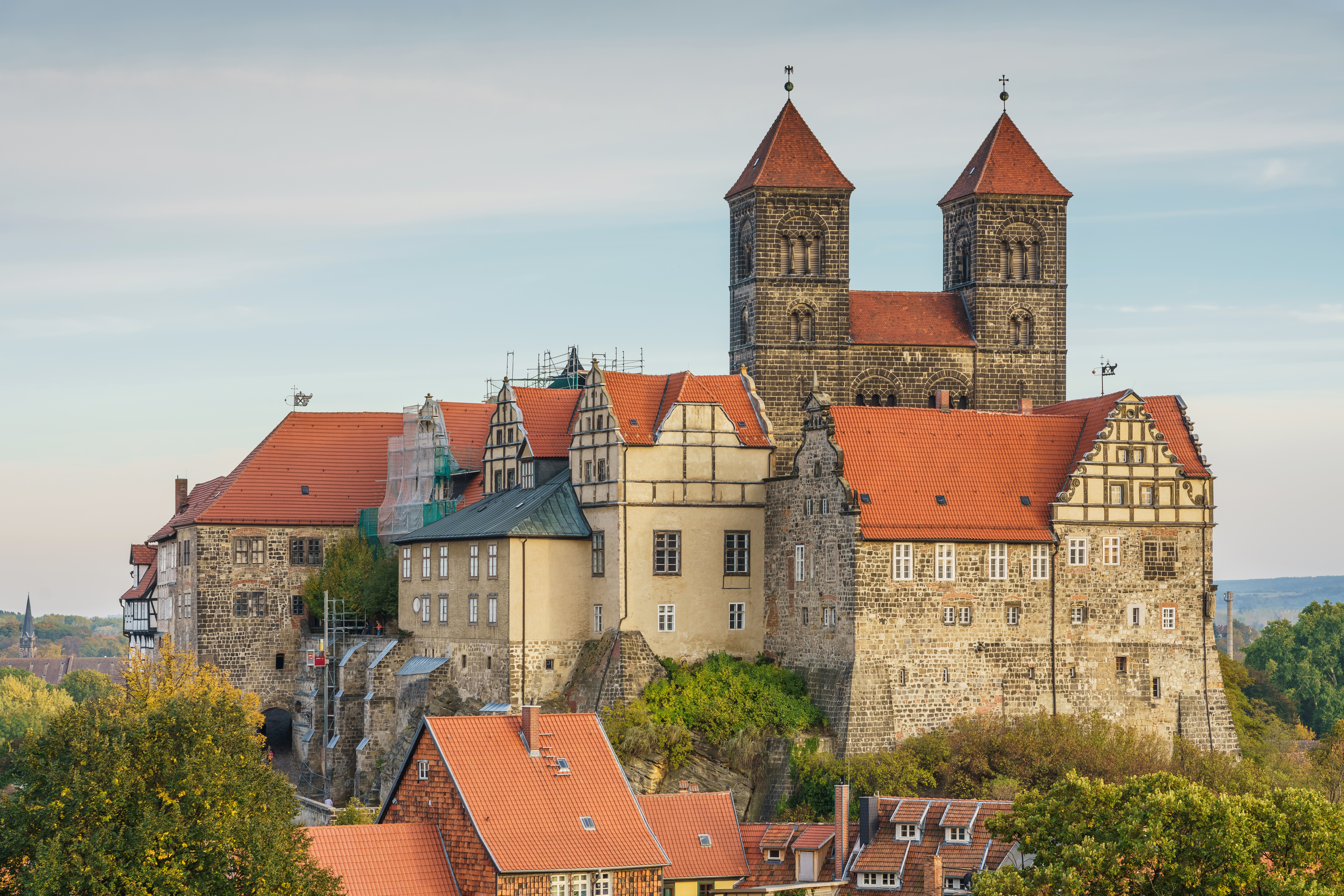
Quedlinburg – Castelul
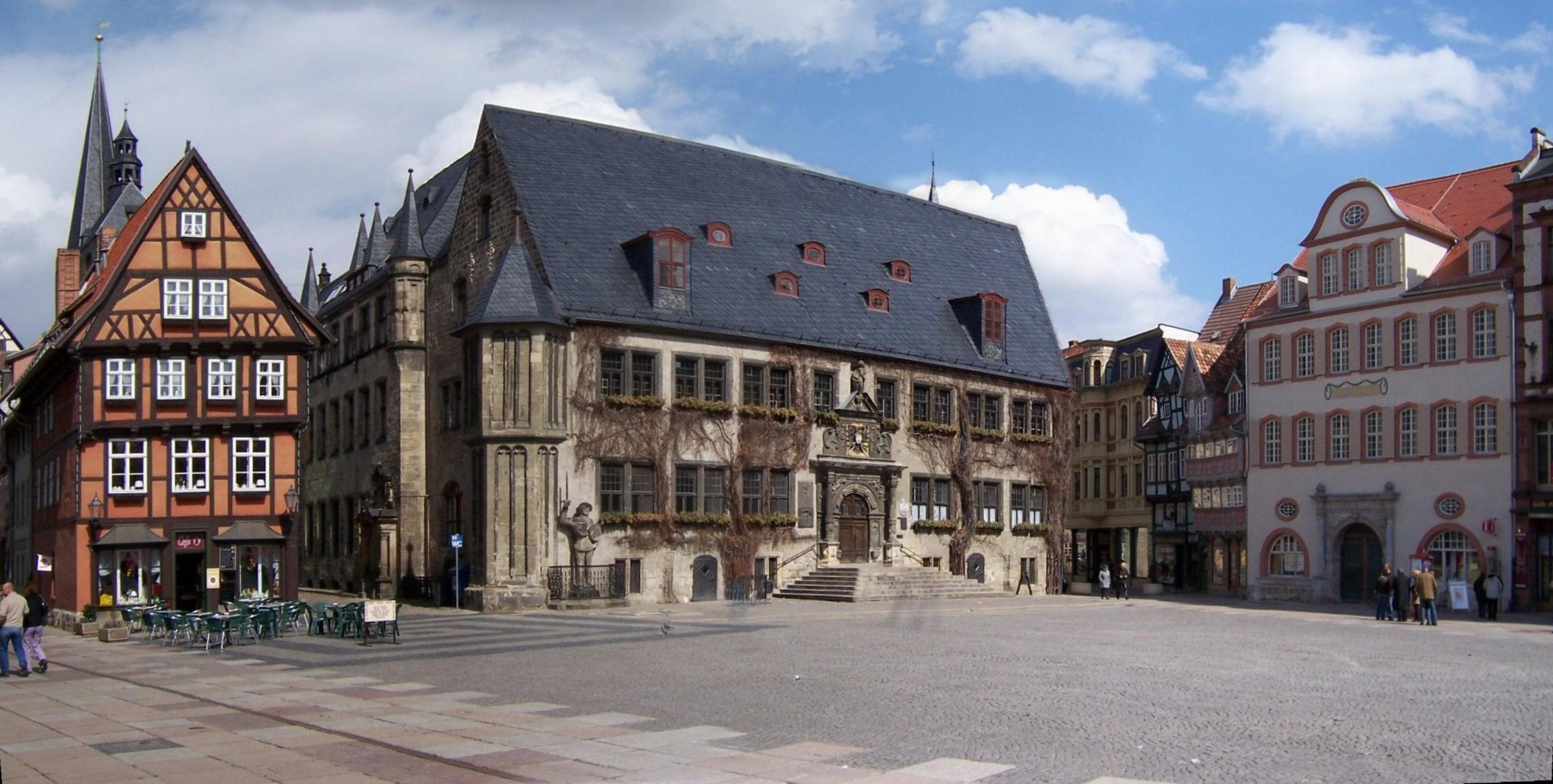
Quedlinburg – Orașul vechi